# Russian Roulette (EP)
Russian Roulette é o terceiro extended play do grupo feminino sul-coreano Red Velvet. Ele foi lançado em 7 de setembro de 2016, pela SM Entertainment. É o segundo EP lançado pelo quinteto com o conceito "Red", depois de Ice Cream Cake em 2015. O EP consiste em sete músicas com a faixa-título, cuja tem o mesmo nome do álbum.

## Lançamento
Apesar de relatos anteriores que diziam que Red Velvet estaria lançando um retorno de verão, SM Entertainment anunciou que o grupo estaria lançando um novo EP em setembro. Depois de revelar o primeiro teaser em 1 de setembro, eles anunciaram que o grupo iria lançar o seu terceiro extended-play em 7 de setembro, com sete faixas no álbum. Eles revelaram que o nome é Russian Roulette, com uma faixa título de mesmo nome.

## Promoção
Red Velvet realizou uma contagem regressiva especial para o lançamento do EP através do V App em 6 de setembro, apenas uma hora antes do lançamento do videoclipe de "Russian Roulette" e do próprio EP. O grupo irá começar suas promoções no dia 8 de setembro, no M! Countdown.

## Composição
A faixa-título "Russian Roulette" é uma canção synthpop que tem um som de arcada com um 8-bit retrô. A música foi escrita por Albi Albertsson, Belle Humble e Markus Lindell que também compôs uma parte de "One of These Nights". Suas letras compara o processo de conseguir o coração de alguém com um jogo de roleta russa.
"Lucky Girl" é uma música retro dance-pop composta por Hayley Aitken e Ollipop, com letras escritas por Kenzie. "Bad Dracula" foi composta por Tomas Smågesjø, Choi Suk Jin E Nermin Harambasic da Dsign Musica, e Courtney Woolsey, com letras de Jo Yun Gyeong, cujo também escreveu as letras da faixa-título. "Sunny Afternoon" é uma música com um estilo anos 90 composta por Simon Petrén e Andreas Öberg, Maja Keuc e Kim One, com letras coreanas escritas por Jeong Ju Hee. "Fool" é uma música pop acústica ecrita por 1월8일 (Jam Factory) e composta por Malin Johansson e Josef Melin. "Some Love" é uma música trop house escrita e composta por Kenzie, enquanto "My Dear" foi escrita e composta por Hwang Hyun do MonoTree.

## Lista de faixas
| N.º            | Título                           | Letras                | Música                                                            | Arranjo                                       | Duração |  |
| 1.             | "Russian Roulette" (러시안 룰렛) | Jo Yun Gyeong         | Albi Albertsson, Belle Humble, Markus Lindell                     | Albi Albertsson, Belle Humble, Markus Lindell | 3:31    |  |
| 2.             | "Lucky Girl"                     | Kenzie                | Hayley Aitken, Ollipop                                            | Ollipop                                       | 3:23    |  |
| 3.             | "Bad Dracula"                    | Jo Yun Gyeong         | Choi Suk Jin, Tomas Smågesjø, Nermin Harambasic, Courtney Woolsey | Choi Suk Jin                                  | 3:08    |  |
| 4.             | "Sunny Afternoon"                | Jeong Ju Hee          | Simon Petrén, Andreas Öberg, Maja Keuc, Kim One                   | Simon Petrén                                  | 4:00    |  |
| 5.             | "Fool"                           | 1월8일 (Jam Factory)  | Malin Johansson, Josef Melin                                      | Malin Johansson, Josef Melin                  | 3:53    |  |
| 6.             | "Some Love"                      | Kenzie                | Kenzie                                                            | Kenzie                                        | 3:16    |  |
| 7.             | "My Dear"                        | Hwang Hyun (MonoTree) | Hwang Hyun (MonoTree)                                             | Hwang Hyun (MonoTree)                         | 3:34    |  |
| Duração total: | Duração total:                   | Duração total:        | Duração total:                                                    | Duração total:                                | 23:53   |  |

## Desempenho nas paradas
| Parada                     | Melhor posição |
| -------------------------- | -------------- |
| Japanese Albums (Oricon)   | 40             |
| South Korean Albums (Gaon) | 1              |
| US Billboard World Albums  | 2              |

| Parada                | Quantidade |
| --------------------- | ---------- |
| Gaon vendas físicas   | 59,927+    |
| Oricon vendas físicas | 3,446+     |